# Zalesie Małe
Zalesie Małe – wieś w Polsce, położona w województwie wielkopolskim, w powiecie krotoszyńskim, w gminie Kobylin.
| SIMC    | Nazwa | Rodzaj    |
| ------- | ----- | --------- |
| 0371469 | Huby  | część wsi |

W latach 1975–1998 miejscowość administracyjnie należała do województwa leszczyńskiego.
W okresie Wielkiego Księstwa Poznańskiego (1815-1848) miejscowość należała do wsi większych w ówczesnym pruskim powiecie Krotoszyn w rejencji poznańskiej. Zalesie Małe należało do okręgu kobylińskiego tego powiatu i stanowiło część majątku Górka, którego właścicielem był wówczas Aleksander Mielżyński. Według spisu urzędowego z 1837 roku wieś liczyła 260 mieszkańców, którzy zamieszkiwali 19 dymów (domostw).